# Lamù - Forever: La principessa nel ciliegio
Lamù - Forever: La principessa nel ciliegio (うる星やつら4 ラム・ザ・フォーエバー?, Urusei Yatsura yon - Ramu za Fōebā, Urusei Yatsura 4: Lum the Forever) è un film d'animazione del 1986 diretto da Kazuo Yamazaki.
Si tratta del quarto film cinematografico ispirato ai personaggi di Lamù creati da Rumiko Takahashi, uscito nelle sale giapponesi tre settimane prima della conclusione della serie televisiva.
Si tratta di un film ancora più complesso di Lamù - Beautiful Dreamer, ed ancora più di difficile comprensione, al punto che molti lo considerano persino dotato di una doppia chiave di lettura. La trama criptica, ai limiti dell'incomprensibilità, fu oggetto di perplessità per non pochi fan.

## Trama
Megane, Ataru e altri alunni del Liceo stanno realizzando un lungometraggio fantasy amatoriale nella tenuta dei Mendo, in cui Lamù è la protagonista. Le riprese prevedono l'abbattimento di un albero di ciliegio di 300 anni. La pianta sta ormai per morire di vecchiaia e quindi nessuno sembra occuparsene, tuttavia durante la lavorazione Lamù si rende conto di essere in qualche modo connessa ad essa. Quando l'albero viene tagliato, la ragazza dello spazio comincia a perdere i suoi poteri, si sente sempre più stanca e arriva a perdere le sue corna. Il tutto viene seguito da eventi sempre più bizzarri tra i quali abbiamo il cambiamento di stagione (nonostante siamo in primavera torna la nebbia e il freddo), alcuni dei sogni dei protagonisti prendono forma nella realtà come strutture di ghiaccio e infine il paese cade in una guerra civile senza senso. Nel frattempo Lamù scompare e ciò che allarma Mendo e lo stesso Ataru è che la stessa immagine della ragazza è sparita dalle fotografie dell'album di classe. Per salvarla i ragazzi si rivolgono ad un personaggio oscuro e sconosciuto (non viene mostrato e vive 1200 metri sotto terra) che Mendo dice essere suo nonno. Questi conferma che i tragici eventi sono legati all'abbattimento dell'albero di ciliegio.

## Citazioni e riferimenti
La scena in cui Lamù, senza riuscirci, tenta di fulminare Ataru a scuola è una citazione da Ultraseven: la posizione con cui Lamù lancia il suo attacco elettrico, imitata dal resto della classe, è infatti la stessa del protagonista del serial televisivo.
In un passaggio del film, più precisamente all'uscita del centro commerciale s'intravede una macchina parcheggiata, tale macchina somiglia molto alla DeLorean di Ritorno al futuro.
Nella scena in cui Mendo combatte nell'arena, il riferimento a Ken il guerriero è chiaro non solo nelle tecniche utilizzate, ma anche nel fatto che Ken compare tra il pubblico dell'arena.
Al minuto 69:16 (1:09:16) si assiste a un'inquadratura dal basso verso l'alto che dura circa 20 secondi, dove si può notare che la targa dell'auto di Mendo presenta le cifre "A-11-09", curiosamente 15 anni dopo questo film, in quella data avvenne l'attentato alle torri gemelle.